# Ploegsteert
Ploegsteert (prononcé : /plug.stɛʁ/ ; en néerlandais : /ˈplux.steːrt/ ; en picard : Plostèr ou Prustèr) est une section de la commune belge de Comines-Warneton, située en Wallonie picarde dans la province de Hainaut. Ploegsteert est un ancien territoire du Comté de Flandre.
C'était une commune à part entière avant la fusion des communes de 1977.
Depuis septembre 2023, les sites funéraires et mémoriels (Première Guerre Mondiale) de la commune sont inscrits au Patrimoine mondial de l'Unesco.

## Étymologie
L'étymologie populaire récente traduit littéralement le nom de la ville par : manchot ou queue de charrue (néerlandais ploegsteert, de steert variante dialectale de staart « queue » et ploeg « charrue »), d'après la forme d'une pièce de la charrue,. Une bière locale porte ce nom.
La plus ancienne mention du lieu date de 1495 sous la forme flamande Plocksterte. En 1511 une route de Ploixstert fait la liaison avec Armentières. En 1600, auberge et/ou ferme située dans la  ghilde Wapperlynck, soit une parcelle située au croisement de l'actuelle place de la Rabècque, porte le nom de Plocksteerte. Cette même propriété devient cabaret et évolue en Plouxstert en 1694, puis Plougsteert en 1753 et  Plougtert en 1797.
En 1914-1918, les soldats britanniques rebaptiseront l'endroit Plugstreet, et cette terminologie sera honorée par un Centre d'Interprétation historique.
En 1959, Pierre de Simpel publie une étude sur l'étymologie du lieu dont l'hypothèse remonte au XIIe siècle en effectuant un travail linguistique sur le préfixe Plouich et ses dérivés documentés ploy, ploid, plouy. Il appuiera son hypothèse sur plusieurs documents datés de 1144 à 1448 qui emploient ces préfixes pour désigner un emplacement proche,,.

## Géographie
Ploegsteert est la localité la plus occidentale de la Région wallonne et s'étend sur 1 913 hectares (19,13 km2). Il s'agit de la section la plus étendue de l'entité de Comines-Warneton. Son altitude varie entre 15 et 65 m.

### Environnement
La commune abrite des zones humides alluviales classées Natura 2000 et Sites de Grand Intérêt Biologique  en Wallonie, qui font partie d'un système transfrontalier comprenant aussi les communes de Comines-Warneton, dans le Hainaut. On y rencontre quelques plantes rares (Calamagrostis canescens, Carex pseudocyperus, Hottonia palustris, Listera ovata, Myriophyllum spicatum, Picris echioides, Tephroseris palustris (en)), ainsi que des phragmitaies, typhaies et saussaies riveraines de la Lys, planitiaires et collinéennes. Une ancienne argilière, ou argillerie, (Argilières de Ploegsteert, CORINE : 500230300 ) abrite d'intéressants milieux de substitution. Sur la zone Mouscron-Comines il existe une zone naturelle d'intérêt scientifique, plan d'eau, zone d'extraction sur fond d'espace vert (A.R. du 17/01/1979).
Une gestion restauratoire se fait par contrôle (par pompage) du niveau de la nappe phréatique, de manière à contrôler les saulaies ou les roselières par décaissement et par lutte contre les décharges sauvages.
Une réserve naturelle a été créée à partir des anciennes carrières de la briqueterie de Ploegsteert dont certaines parties sont encore exploitées. On y trouve plusieurs stades de végétation pionnière et zones d'eaux libres relativement préservées de l'eutrophisation qui caractérise cette région d'agriculture intensive (où l'on trouve Callitriche obtusangula, Lemna minor, Potamogeton natans, Ranunculus peltatus). Elle est située sur la partie ouest de la province de Hainaut, près de la frontière française (côté Armentières), dans la plaine alluviale de la Lys située à 1 km environ au sud de la briqueterie, avant le confluent de Lys - Deûle. La réserve inclut sur le site un petit affluent de la Lys (la Rabèque).
La commune a notamment abrité une population d'Hirondelles de rivage (espèce en voie de régression).
De par ses caractéristiques et son importance écologique, ce site est fonctionnellement lié aux zones humides de la vallée de la Lys, qui fait partie du Bassin versant de l'Escaut, et au réseau écologique belge et paneuropéen ainsi qu'à la trame verte et bleue de la région voisine (Nord-Pas-de-Calais).

### Géologie
Sous la commune, on trouve :
- des limons hesbayens (sur 1,5  à   5 m d'épaisseur avec une moyenne de 2,5  à   3 m) ;
- une couche d'argile yprésienne (10–15 m), d'où la présence de l'argilière et briqueterie (qui en fait selon STOCKMANS 1962 et M. TAHON, comm. orale à l'observatoire de la biodiversité, seuls les limons très argileux, et non l'Ypésien pure sont utilisés pour fabriquer les briques, la couche inférieure étant trop sableuse)[16] ;
- une couche de sables du landénien qui abrite une nappe phréatique.

## Évolution démographique
- Sources : INS, Rem. : 1831 jusqu'en 1970 = recensements, 1976 = nombre d'habitants au 31 décembre.
- 1920* : Décroissance importante de la population due aux dégâts causés par la Première Guerre mondiale

## Histoire

### Paléontologie
Lors de l'extraction des limons argileux, des fossiles récents (dernière glaciation) d'espèces préhistoriques (mammouth, rhinocéros laineux, cheval, renne, etc. sont fréquemment mis au jour.

### Archéologie
Grâce aux argilières et aux travaux de la Société d'Histoire de Comines-Warneton et de la région, on a mis au jour de nombreux vestiges paléolithiques et mésolithiques ; Au Mont de la Hutte (près de la réserve naturelle), des nuclei et grattoirs et autres objets de silex taillés dans des rognons de silex prélevés dans l'argile tertiaire) ont été trouvés. Des vestiges romains, probablement liés à la production de brique et à l'importance stratégique de la Lys) sont présents dans la vallée, dont un village gallo-romain, des tombes à incinération, des puits (maçonnés, en planches ou tressés (rare ,), divers dépotoirs qui ont livré des poteries et tessons (céramique en terre argillée, et de l'Eifel ainsi que d'Arras.

Des monnaies de l'époque de Postume, des vestiges médiévaux ont aussi été trouvés liés à une présence humaine notamment induite par la production de briques et tuiles, probablement en partie transportée par voie d'eau, et cuite avec du bois prélevé dans la région.

### Moyen-âge et temps modernes
Ploegsteert est une particularité unique de territoire depuis le XIIIe siècle jusqu'au XVIIe siècle. La ville appartenait au territoire de Warneton qui était divisé entre, d'une part le bourg de Warneton, et d'autre part la paroisse foraine divisée en sept ghildes. Cette division en ghildes est un cas unique en Belgique,. Ce n'est qu'après l'érection d'une chapelle que la population augmente et permet au village de se former.
Bien qu'une chapelle existe depuis le XVe siècle, il faudra attendre 1802 pour qu'elle soit érigée en paroisse.
Grâce à sa topographie idéale pour leur érection, de nombreux moulins seront construits sur son territoire aux XIXe et XXe siècles. La reconstruction du pays après la Première Guerre Mondiale ne laissera qu'un moulin sur le mont de la Hutte, il disparaitra définitivement en 1948.
Par démembrement d'une partie du territoire de la ville de Warneton, le hameau de Ploegsteert fut érigé en commune par la loi du 9 janvier 1850 (Moniteur du 19 janvier 1850). Elle incluait alors le hameau du Bizet en bord de frontière française.
La commune fut transférée de la province de Flandre-Occidentale à celle de Hainaut en 1963 en absorbant au passage le hameau roman de Clef de Hollande, enlevé à Neuve-Église. Depuis cette date ses habitants néerlandophones minoritaires bénéficient de facilités administratives.

### La Grande guerre à Ploegsteert
Le 4 août 1914, la Belgique est précipitée dans la Première Guerre mondiale ; deux mois plus tard les premiers Allemands pénètrent dans Ploegsteert. Les premiers combats ont lieu le 18 octobre et durent 3 semaines : les troupes britanniques, composées notamment des 2d Essex, 1er East Lancashire et 1er Somerset parviennent à contenir les attaques du XIXe corps allemand.
Commence alors une guerre de position. Les troupes britanniques retranchées et camouflées dans les bois vont y vivre quatre ans dans des conditions précaires, côtoyant journellement la mort, bien que le secteur connaisse une certaine accalmie en 1915 et 1916.
La population ploegsteertoise doit quitter le village, les tirs d'artillerie endommageant sérieusement les habitations. En 1916, il ne reste plus que 298 téméraires refusant l'exode; la plupart travaillent pour les Britanniques : creusement de tranchées, mais aussi commerce de première nécessité. C'est aussi en 1916 que Winston Churchill commande le 6e régiment des Royal Scots à Ploegsteert.
L'explosion de 19 mines, le 7 juin 1917, marquera le début de la bataille de Messines. Le 10 avril 1918, les Allemands lancent l'offensive sur la Lys, Ploegsteert tombe aux mains des Allemands et le village ne sera libéré qu'à la fin de septembre 1918.

### La seconde guerre mondiale
Lors de la mobilisation, 120 ploegsteertois prennent les armes. Au 31 décembre 1939, ce chiffre monte à 236. La campagne des 18 jours débute le 10 mai, toutefois la population n'envisage pas l'évacuation malgré un télégramme d'alerte destiné à la Garde Civile Territoriale. L'artillerie et l'anti-aérien anglais prennent position dans les fermes de la région comme à la Howarderie, dès le 12 mai. L'Etat-Major s'installe à la ferme Elie Pétillon. Le 13, les autorités françaises ferment les frontières à tout exode afin de libérer les routes pour les armées. Le 19, les postes-frontières rouvrent leur porte pour laisser passer le flot de réfugiés. Le 24, la Bataille du Canal Ypres-Comines débute et Ploegsteert essuie quelques attaques aériennes. La ville est un des axes empruntés pour la retraite des troupes françaises et britanniques. Le 29, la ville est occupée.
Le 9 septembre 1943, un raid aérien visant les aérodromes de Bondues et Lesquin a également au passage bombardé Ploegsteert. Les conséquences en vies humaines sont importantes. Au total, 19 tués et 25 blessés parmi les civils.
Après le débarquement de Normandie, les opérations de la résistance intérieure française augmentent et des Ploegsteertois rejoignent les FFI. Daniel Rotsaert décèdera le 4 septembre 1944 lors d'une opération visant à intercepter un convoi de SS à Nieppe.
Un monument aux morts est érigé au pied de l'église de Ploegsteert.

## Patrimoine et culture

### Patrimoine architectural et immémoriales

#### Cimetières du Commonwealth
- Strand Military Cemetery.
- Cimetière Hyde Park Corner
- Extension du cimetière militaire britannique de Berks.
- London Rifle Brigade Cemetery.
- Gunners Farm Military Cemetery.
- Calvaire (Essex) Military Cemetery.
- St. Quentin Cabaret Military Cemetery.
- Tancrez Farm Cemetery.
- Lancashire Cottage Cemetery.
- Motor Car Corner Cemetery.
- Underhill Farm Cemetery
- La Plus Douve Farm Cemetery et son annexe Cimetière militaire de Ration Farm.
- Cimetière de Toronto Avenue.
- Ploegsteert Wood Military Cemetery.

#### Mémorial de Ploegsteert

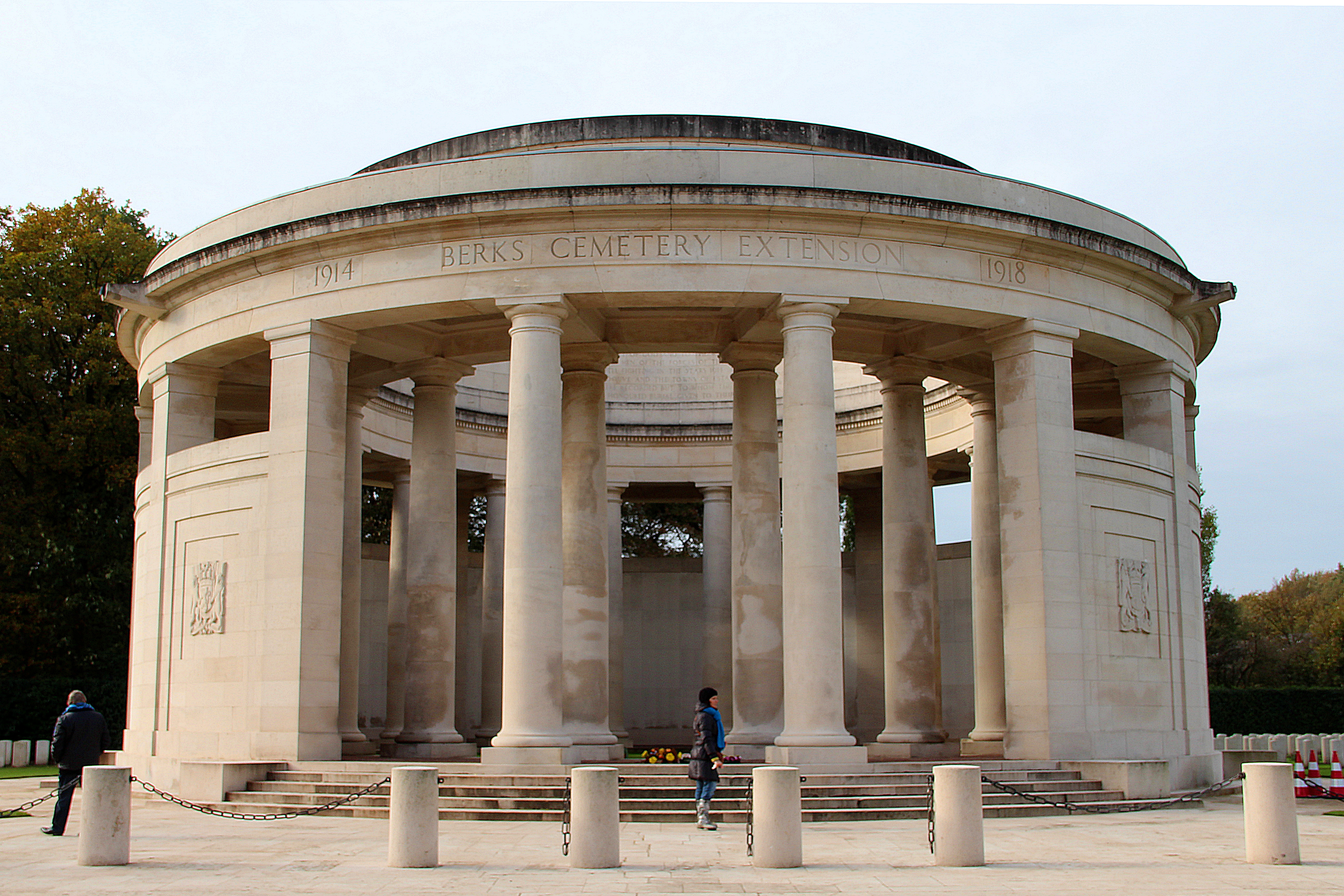
Mémorial de Ploegsteert.

Le Mémorial de Ploegsteert est dédié aux 11 447 soldats du Commonwealth tués dans ce secteur pendant la Première Guerre mondiale et qui ne possèdent pas de sépulture connue.
Le mémorial reprend les zones de combat de Caestre-Dranoutre-Warneton au Nord et Haverskerke-Estaires-Fournes au sud incluant les villes d'Hazebrouck, Merville, Bailleul, Armentières, la forêt de Nieppe et les Bois de Ploegsteert.
L'architecte du mémorial est H. Charlton Bradshaw.
En septembre 2023, le Comité du Patrimoine mondial de l’Unesco, réuni à Riyad, en Arabie saoudite, a validé l'entrée au patrimoine mondial de 139 sites "funéraires et mémoriels de la Première Guerre mondiale". Le Mémorial de Ploegsteert en fait partie.

#### Plugstreet 14-18 Experience
Implantée dans les bois de Ploegsteert, à côté du mémorial britannique, Plugstreet 14-18 Experience est une structure semi-souterraine, à l'architecturale moderne, offrant un espace scénographique de 400 m2. Les visiteurs peuvent y découvrir des contenus interactifs, ainsi qu'une présentation d'objets, de livres… en référence à la Première Guerre mondiale.

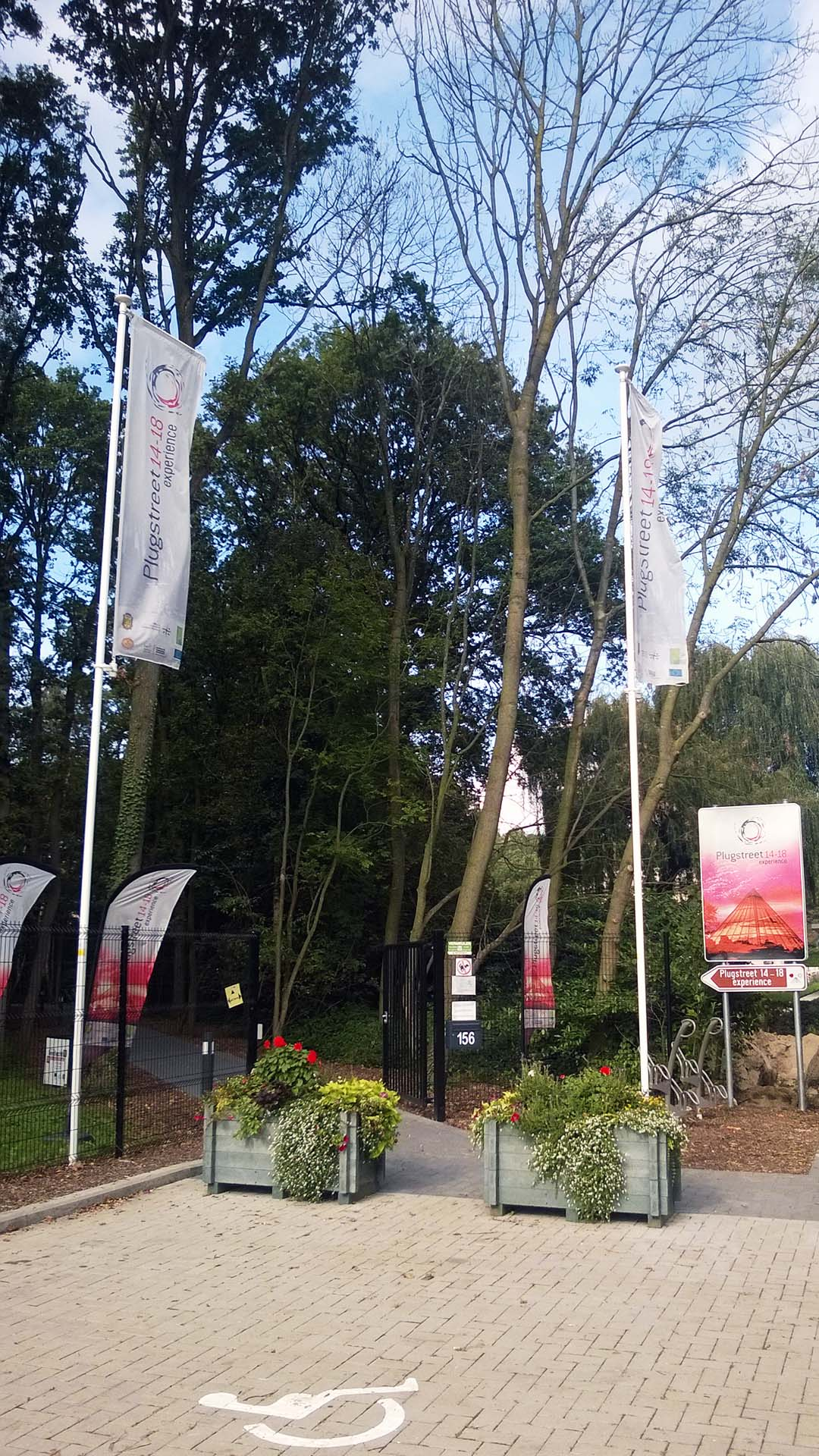
Entrée principale.
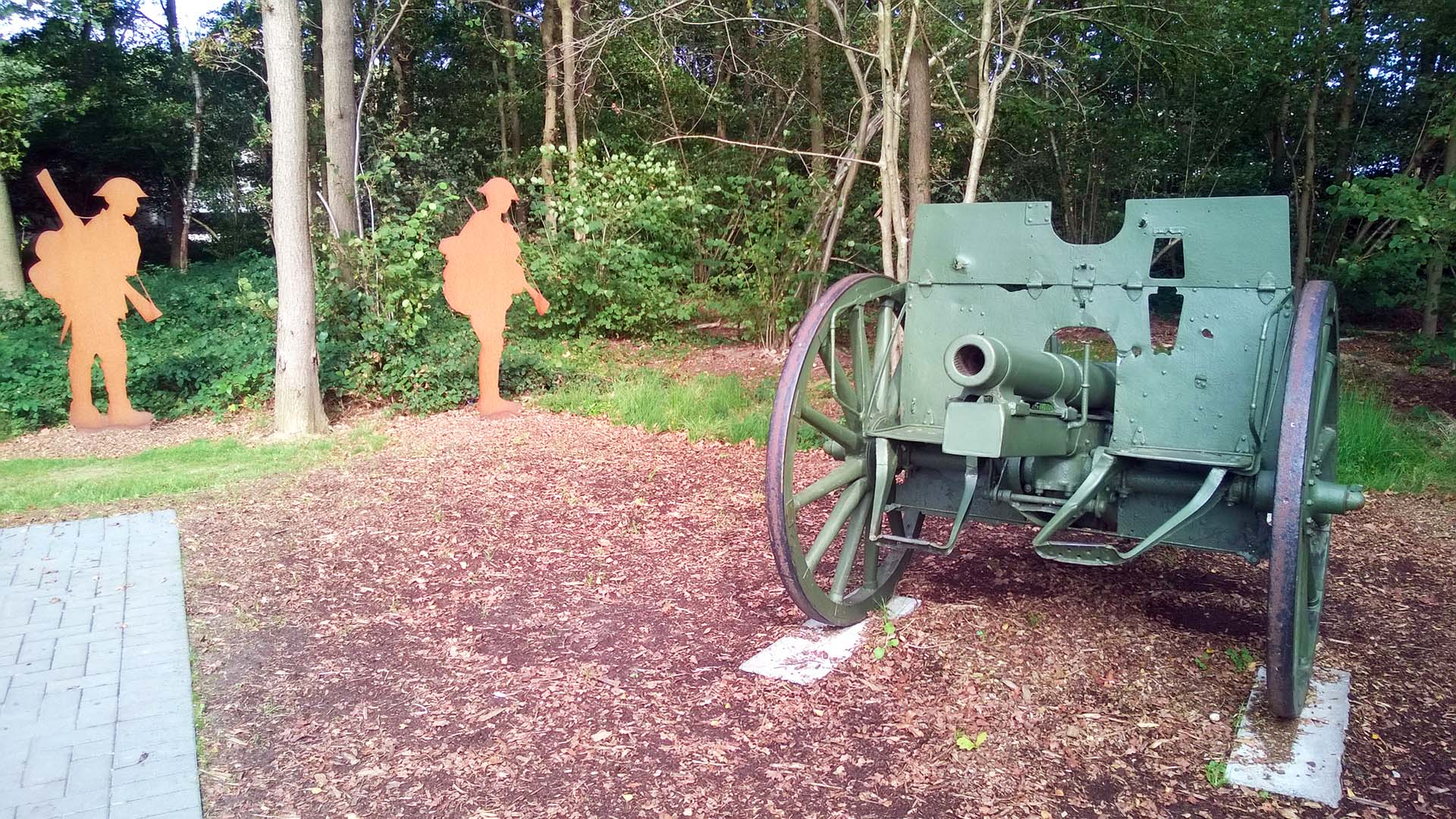
Canon et soldats de fer.
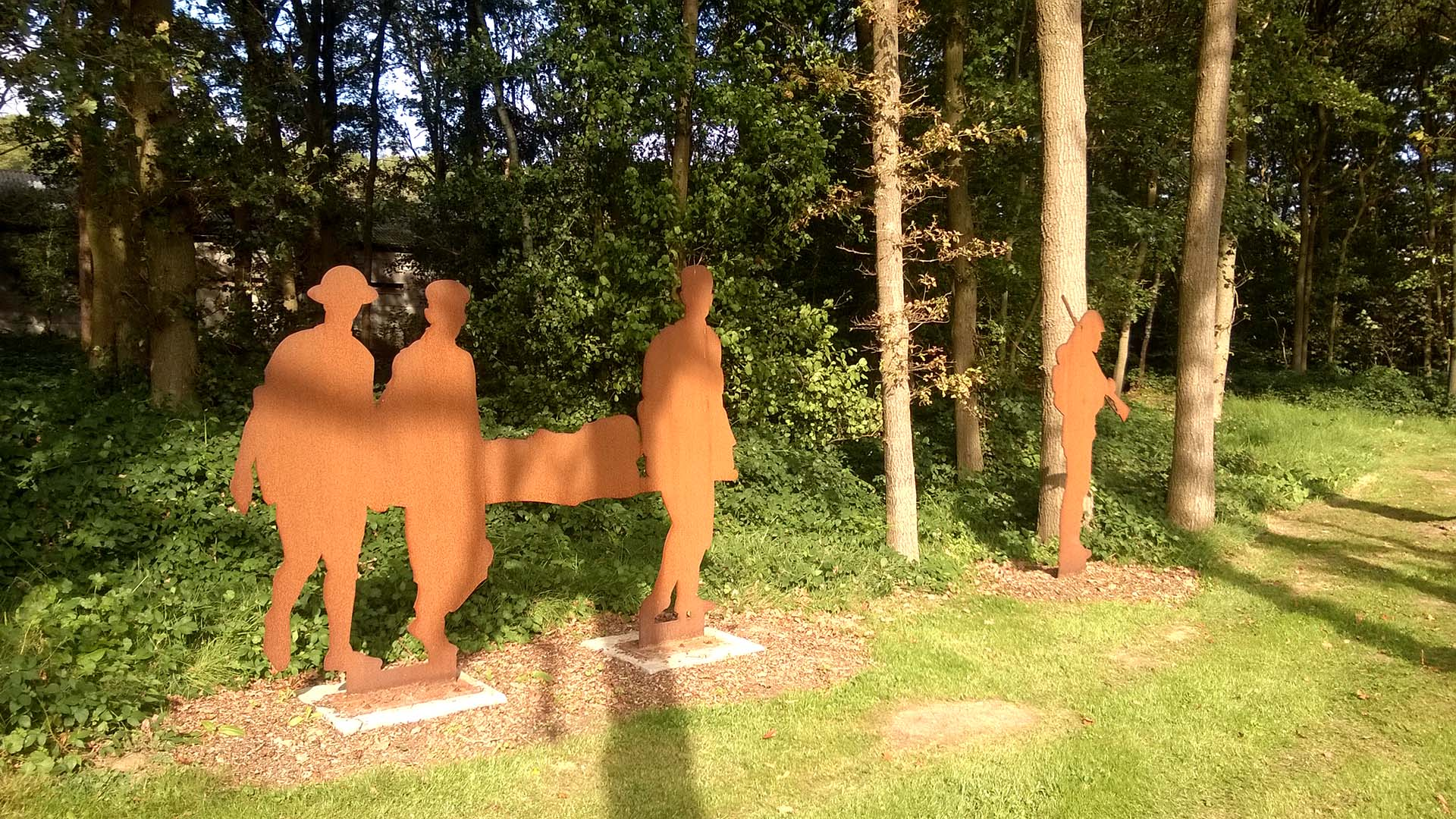
Soldats de fer en brancardage.
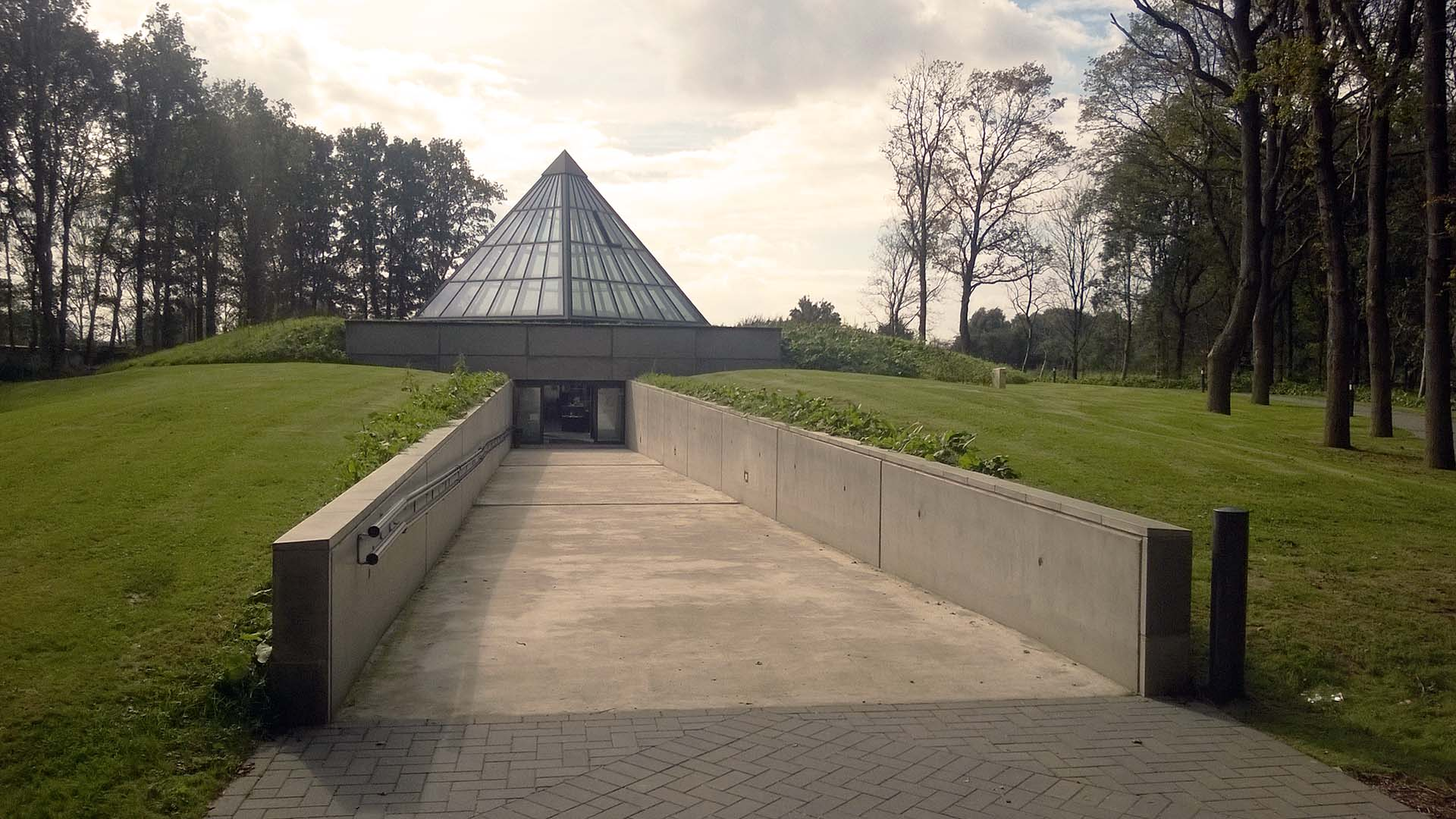
Structure principale.
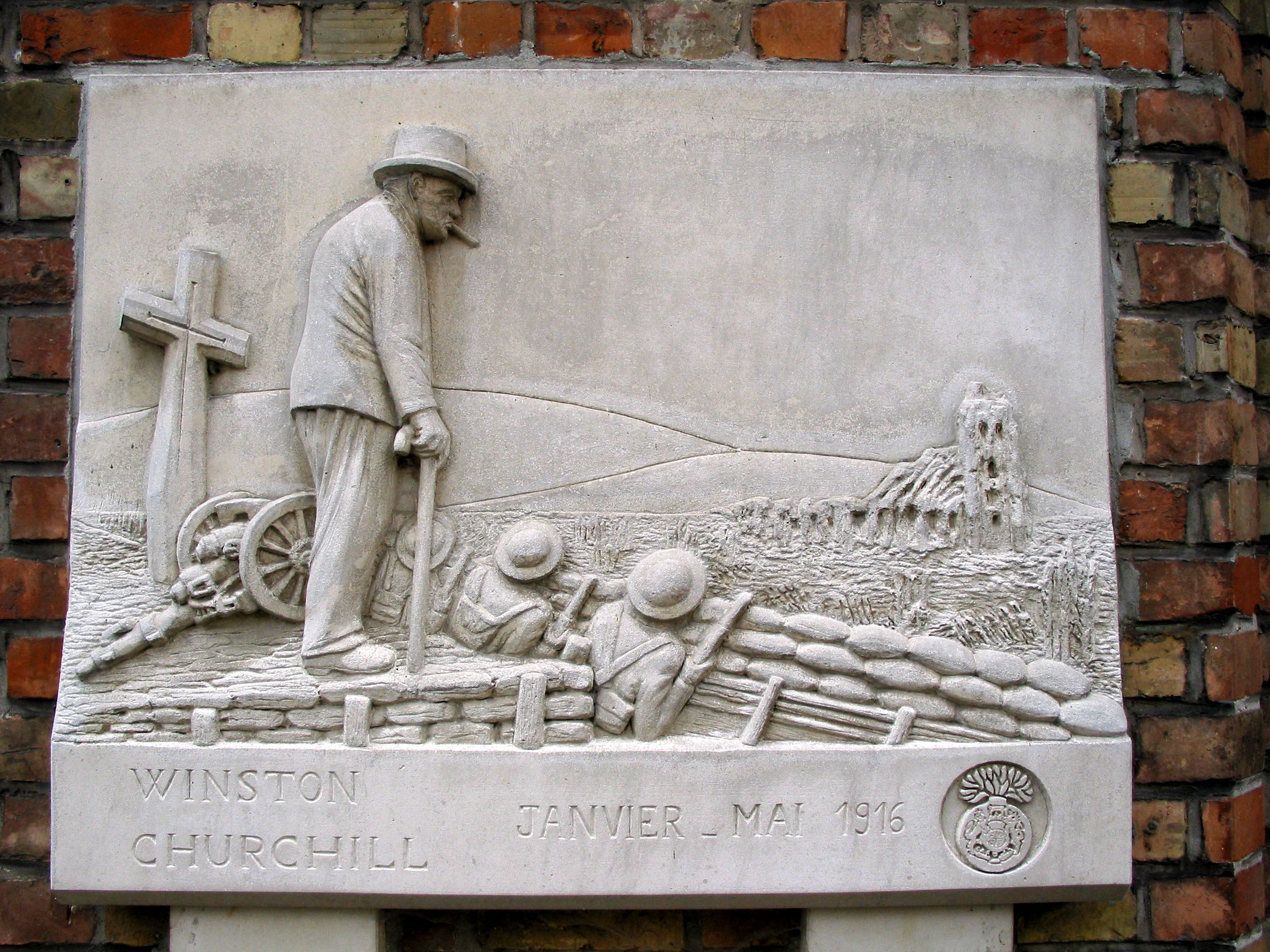
Plaque commémorative de la commande de W. Churchill en 1916.

## Galerie

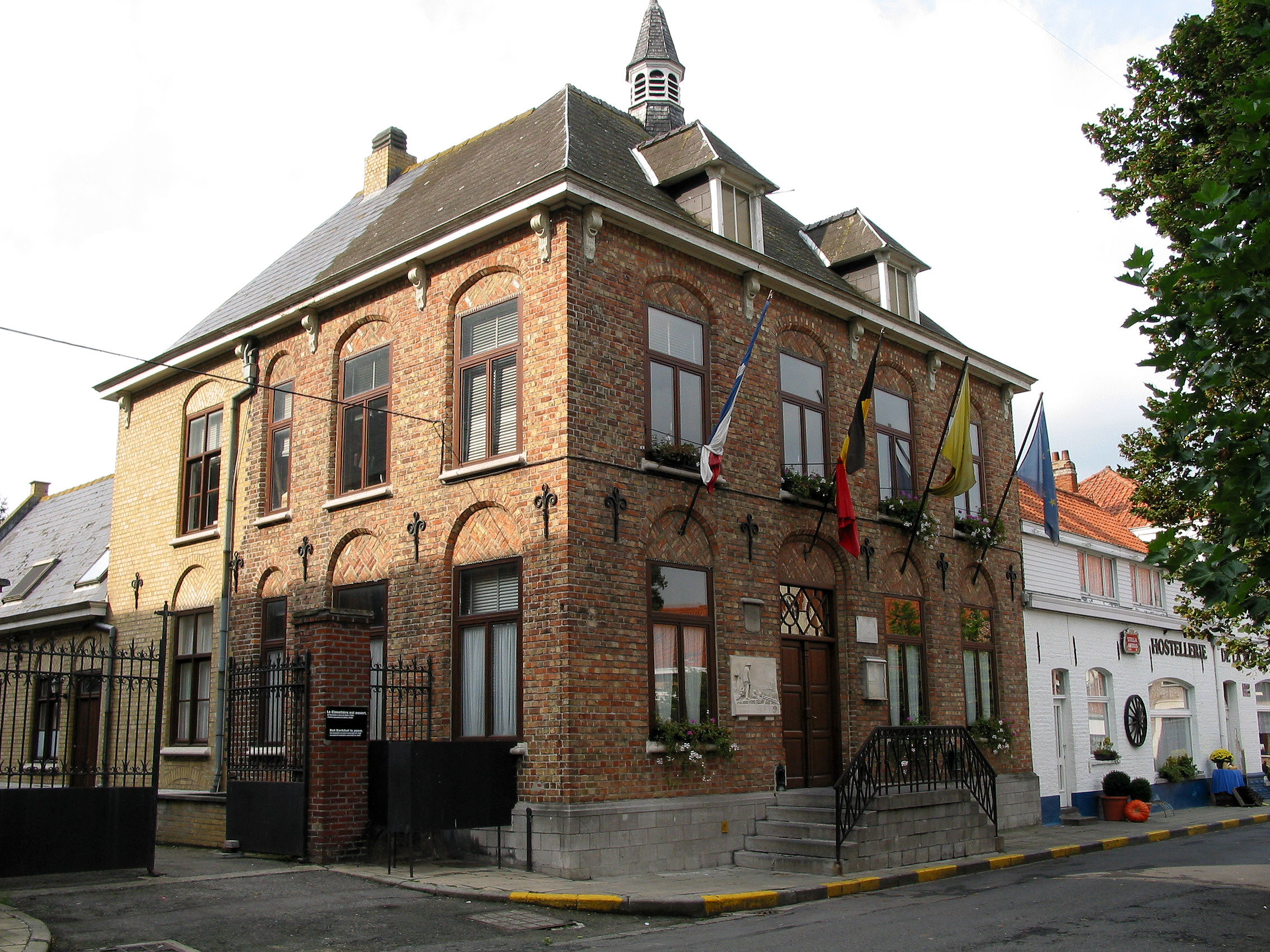
L'ancienne maison communale.
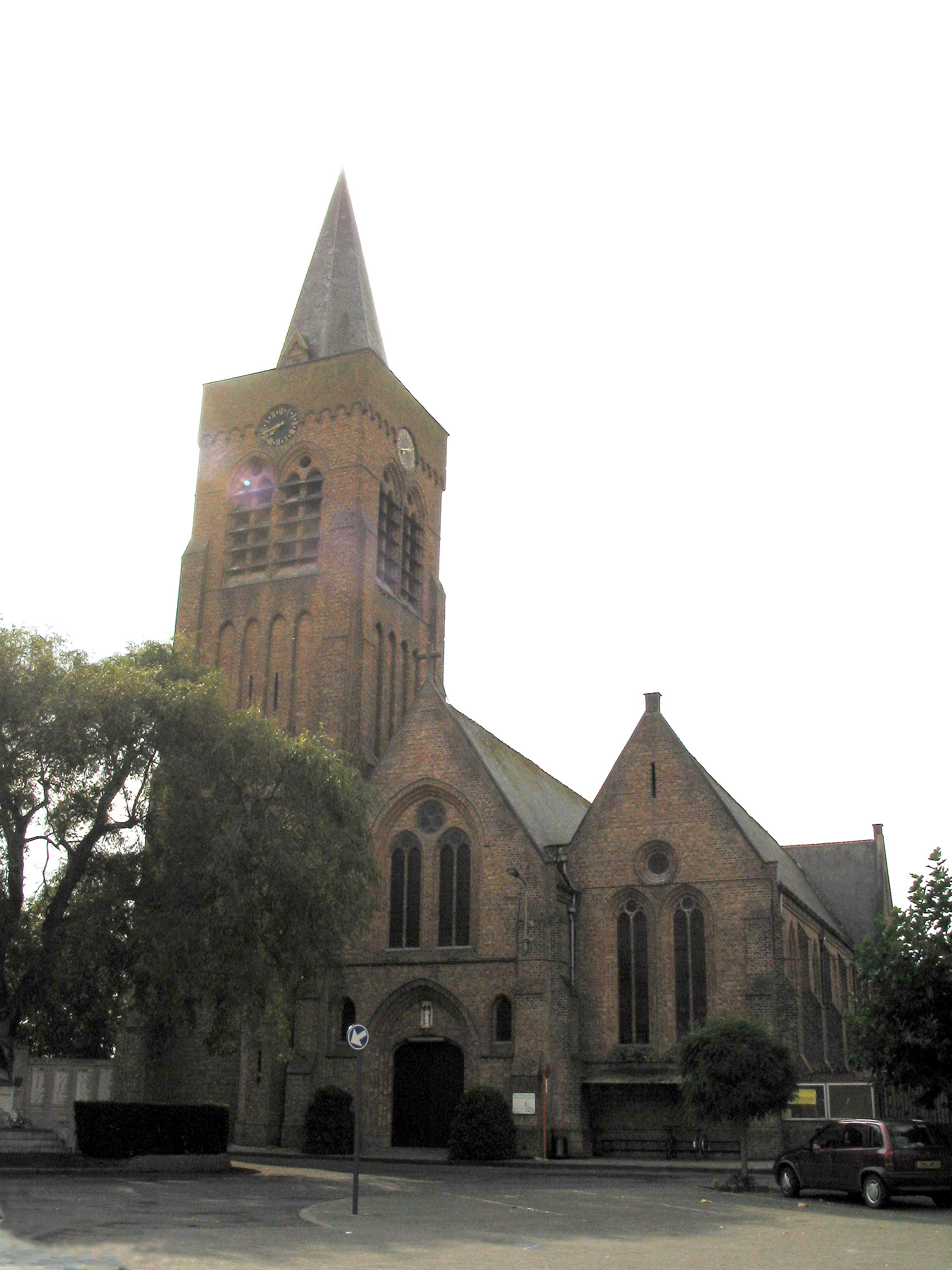
Église Saints-Pierre-et-Paul (Ploegsteert) (1925).
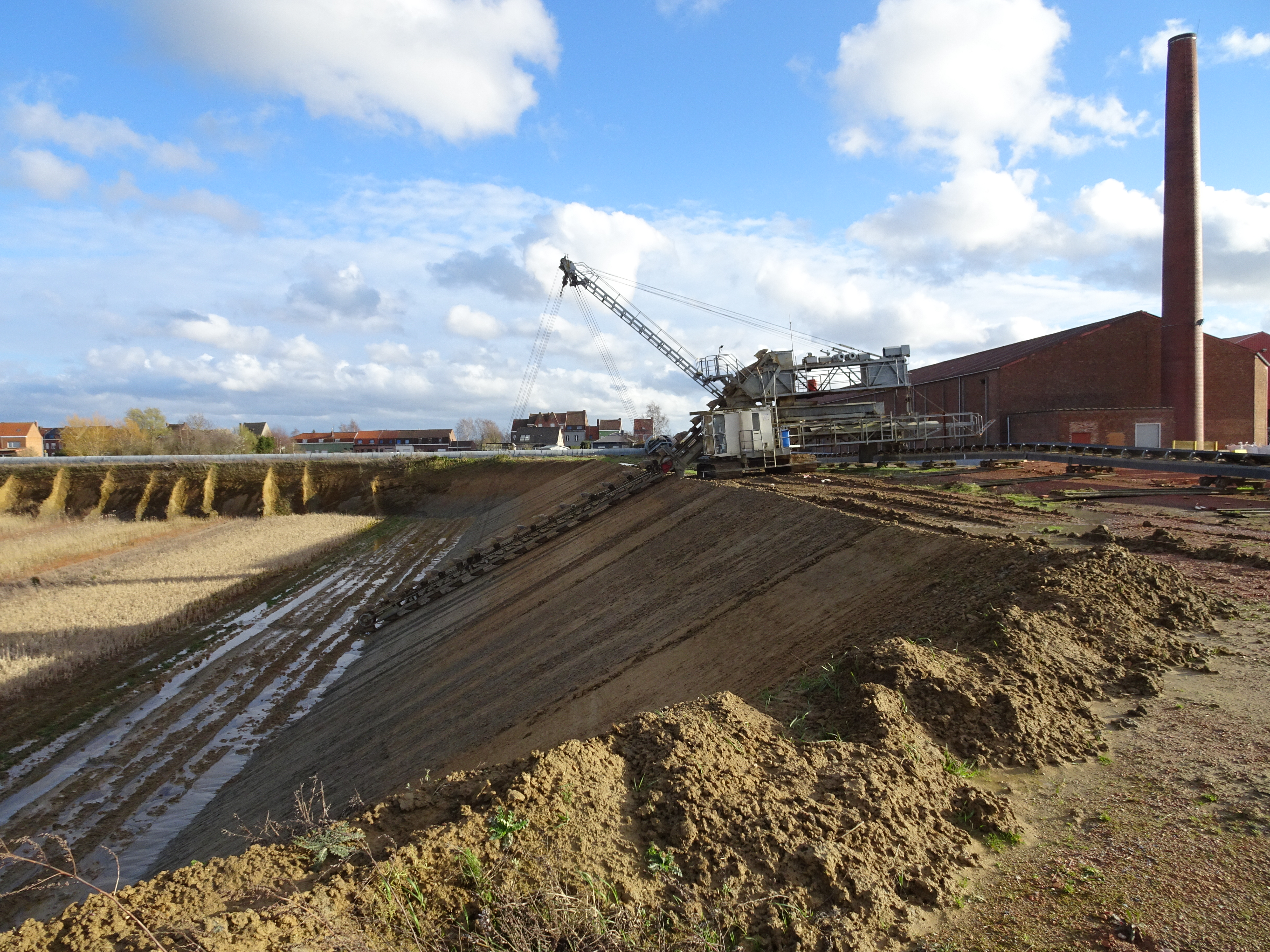
La briqueterie.
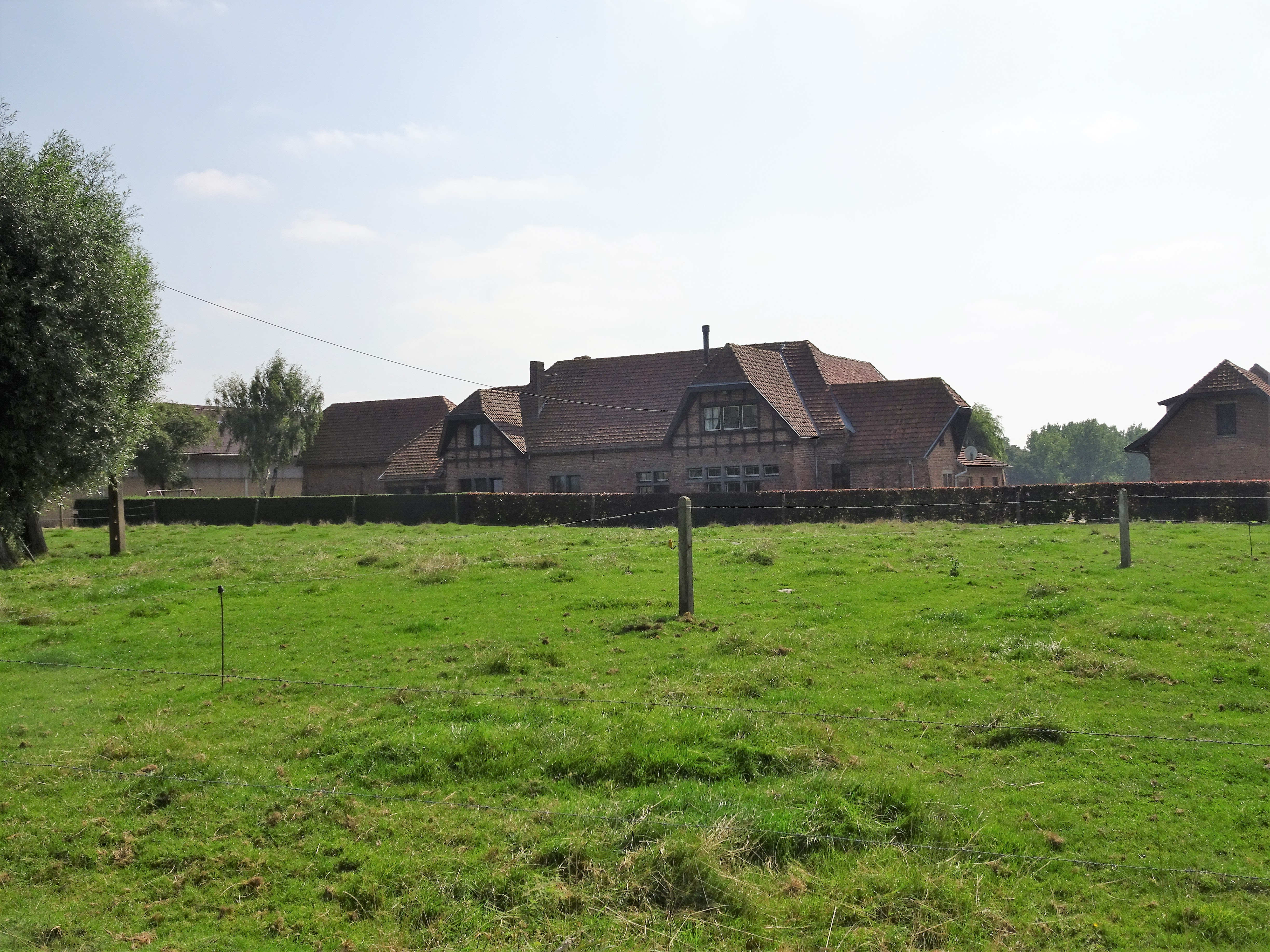
Ferme-Gite du Rozenberg.

## Sports et vie associaitve

### Sports
Le village est surnommé "la Terre à champion" : Frank Vandenbroucke, cycliste, décédé en 2009, a remporté la classique Liège-Bastogne-Liège en 1999 ; Jonathan Blondel, joueur de foot au FC Bruges ; Godfried Dejonckheere, athlète spécialiste du 20 kilomètres marche et du 50 kilomètres marche ; Cameron Vandenbroucke, fille du cycliste Frank Vandenbroucke (cyclisme), championne de Belgique 800 mètres (athlétisme), le 8 mars 2015 à Indoor à Gand.

### Vie associative

#### Jumelage
- Wolverton (Royaume-Uni)